# Алабанда
Алаба́нда (др.-греч. Ἀλάβανδα) — античный город в Карии, исторической области в Малой Азии. В настоящее время находится на территории Турции рядом с селением Доганюрт, в районе Чине провинции Айдын.
Алабанды лежат у подошвы двух холмов, так близко примыкающих друг к другу, что они являют вид вьючного осла, нагруженного пожитками.Страбон.

## История
Согласно легенде, город основан мифическим героем Алабандом. Своё имя он приобрёл благодаря победе на скачках. На карийском языке «ала» — лошадь и «банда» — победа. Жителями города Алабанд был причислен к богам и почитался с большим благоговением.
В начале господства Селевкидов Алабанда входила в Хрисаорейский союз — объединение карийских городов, названное по имени Зевса Хрисаорея (др.-греч. Χρυσαορεύς — «с золотым мечом»), храм которого был общим святилищем карийцев и располагался около Стратоникеи.
В период правления Селевкидов город некоторое время носил имя Антиохии Хрисаорейской.
В 201 году до н. э. город подвергся грабительскому набегу Филиппа V Македонского в ходе его войны с Родосом за влияние на Эгейском море.
В 190 году до н. э. после поражения Селевкидов в битве при Магнезии к городу возвращается название Алабанда и, вскоре, власть над ним переходит к Риму.
В 40 году до н. э. Квинт Лабиен, сторонник Брута и Кассия в борьбе против Второго Триумвирата, при поддержке парфянского царя Орода II подчинил себе практически всё южное побережье Малой Азии. Лишь Миляс, Алабанда и Стратоникея оказали сопротивление. Эти города, приняв гарнизоны Лабиена, затем их истребили и подняли восстание. Квинт Лабиен жестоко расправился с восставшей Алабандой, разрушил до основания Миляс, но Стратоникею так взять и не смог.
Год спустя, в 39 году до н. э. после поражения парфян от римского полководца Басса, Квинт Лабиен бросив войска бежал в Киликию, где, вскоре, был убит.
В Алабанде чеканилась собственная монета вплоть до середины III века.
В составе Византийской империи город был центром одноимённой епархии Константинопольского патриархата.

## Факты
- Родом из Алабанды были два брата, выдающиеся риторы Менекл и Гиерокл, красноречием которых восхищался Цицерон:

...нынче образцом для всей Азии служат Менекл из Алабанды и его брат Гиерокл, которых обоих я слушал.
- Архитектор Гермоген из Алабанды спроектировал застройку по регулярному плану Магнесии на Меандре. Там же он построил храм Артемиды Левкофрины, четвёртый по величине в Малой Азии.
- Римский архитектор Витрувий, живший в I веке до н. э. приводит в своём трактате историю о том, как искусный художник Апатурий из Алабанды расписывал небольшой театр в городе Траллы. В этой истории приводится нелестная характеристика жителей города, как плохо разбирающихся в искусстве:

Алабандцы считаются достаточно проницательными во всяких гражданских делах, но, вследствие небольшого порока — неуменья разбираться в том, что к чему подходит, слывут бестолковыми, так как в их гимнасии все находящиеся там статуи изображают выступающих в суде, а на форуме — держащих диски, или бегущих, или играющих в мяч. Такая неподходящая и неуместная расстановка статуй послужила ко всеобщему неуважению города.
- Альмандин — минерал, разновидность граната, названный от искажённого названия города. По одной версии в городе производилась огранка камней, по другой, здесь проходил древний торговый путь.
- Алабандин — рудный минерал марганца. Назван в честь месторождения в районе города Алабанда.